# Siemens Open 1994
Il Siemens Open 1994 è stato un torneo di tennis facente parte della categoria ATP Challenger Series nell'ambito dell'ATP Challenger Series 1994. Il torneo si è giocato a Scheveningen nei Paesi Bassi dal 18 al 24 luglio 1994 su campi in terra rossa.

## Vincitori

### Singolare
Francisco Clavet ha battuto in finale  Karol Kučera con il punteggio di 3–6, 7–5, 6–2

### Doppio
Marten Renström /  Mikael Tillström hanno battuto in finale  Stephen Noteboom /  Tom Vanhoudt con il punteggio di 3–6, 7–5, 6–3